# 作業環境測定士
作業環境測定士（さぎょうかんきょうそくていし）とは、作業環境測定法等に基づいて、労働者の職場環境に存在する有害物質を調査するため、調査計画（デザイン）、試料採取（サンプリング）、分析（簡易測定および測定機器を用いる）を行い、労働者の健康を守る者、又はその資格である。
事業者が所定の作業場において作業環境測定を行うには、その使用する作業環境測定士に行わせなければならない（労働安全衛生法第65条、作業環境測定法第3条）。
- 作業環境測定法について、以下では条数のみ記す。

## 区分
第一種作業環境測定士と第二種作業環境測定士の二つに分かれる（第14条、施行規則第14条）。デザイン、サンプリングは種別に関わらず行えるが、分析については第二種は第一種と比べ、行える業務に制限がある。
- 第一種 - 鉱物性粉じん、放射性物質、特定化学物質、金属類、有機溶剤の5つに分かれており、合格した科目の分野におけるすべての分析が可能となる。
- 第二種 - 簡易測定機器による分析が行える。「簡易測定機器」は、以下の通り（施行規則第2条）。
  - 検知管方式によりガス若しくは蒸気の濃度を測定する機器又はこれと同等以上の性能を有する機器
  - グラスファイバーろ紙（0.3マイクロメートルのステアリン酸粒子を99.9パーセント以上捕集する性能を有するものに限る。）を装着して相対沈降径がおおむね10マイクロメートル以下の浮遊粉じんを重量法により測定する機器を標準として較正された浮遊粉じんの重量を測定する機器
  - その他厚生労働大臣が定める機器

## 受験資格
第一種、第二種共通である（第15条、施行規則第15条）。「卒業した者」「学士の学位を授与された者」には、「これと同等以上の学力を有すると認められる者」を含む。
1. 大学または高等専門学校において理科系統の正規の課程を修めて卒業した者で、その後1年以上労働衛生の実務に従事した経験を有するもの。
2. 高等学校または中等教育学校において理科系統の正規の学科を修めて卒業した者で、その後3年以上労働衛生の実務に従事した経験を有するもの。
3. 大学または高等専門学校において理科系統の正規の課程以外の課程を修めて卒業した者で、その後3年以上労働衛生の実務に従事した経験を有するもの。
4. 高等学校または中等教育学校において理科系統の正規の学科以外の学科を修めて卒業した者で、その後5年以上労働衛生の実務に従事した経験を有するもの。
5. 大学改革支援・学位授与機構により学士の学位を授与された者（理科系統の正規の課程を修めた者）で、その後1年以上労働衛生の実務に従事した経験を有するもの。
6. 大学改革支援・学位授与機構により学士の学位を授与された者（理科系統の正規の課程以外の課程を修めた者）で、その後3年以上労働衛生の実務に従事した経験を有するもの。
7. 応用課程の高度職業訓練（理科系統の専攻学科）または専門課程の高度職業訓練（理科系統の専攻学科または専門学科）を修了した者で、その後1年以上労働衛生の実務に従事した経験を有するもの。
8. 普通課程の普通職業訓練（理科系統の専攻学科または専門学科）を修了した者で、その後3年以上労働衛生の実務に従事した経験を有するもの。
9. 専修訓練課程の普通職業訓練（理科系統の専門学科）を修了した者で、その後4年以上労働衛生の実務に従事した経験を有するもの。
10. 職業訓練の検定職種のうち、一級、二級または単一等級の技能検定（理学、工学の知識を必要とするものに限る）に合格した者で、その後1年以上労働衛生の実務に従事した経験を有するもの。
11. 8年以上労働衛生の実務に従事した経験を有するもの。
12. その他、上記各号に掲げる者と同等以上の能力を有すると認められる者として厚生労働大臣が定める者（作業環境測定士規程第1条、平成24年3月7日基発0307第4号）。
  - 作業環境測定法施行規則第17条（試験科目の免除を受けることができるもの）の各号のいずれかに該当するもの。
  - 技術士試験の第二次試験に合格したもの。
  - 産業安全専門官、労働衛生専門官もしくは労働基準監督官またはその職務にあったもの。
  - 学校教育法施行規則第150条に規定する者（高等学校を卒業した者と同等以上の学力があると認められる者）で、同条各号に該当するに至った後、5年以上労働衛生の実務に従事した経験を有するもの
  - 次に掲げる教育施設を卒業した者で、その後1年以上労働衛生の実務に従事した経験を有するもの
    - 防衛大学校
    - 海上保安大学校及び気象大学校
    - 水産大学校

「理科系統の正規の課程」とは、次のとおりであること（昭和50年8月1日基発448号）。
1. 大学の理学部、医学部、歯学部、薬学部、工学部、鉱山学部、農学部、衛生学部、獣医学部、水産畜産学部、電気通信学部又は商船学部の学科又は課程、体育学部の健康学科又は健康教育学科、教育学部の数学又は理科教員養成課程等
2. 短期大学又は高等専門学校における1.と同様の学科又は課程
3. 旧大学令による大学又は旧専門学校令による専門学校における1.と同様の学科又は課程

「労働衛生の実務」とは、職場における労働者の健康を保持し、又はその心身の能力を増進させるために行う行為を内容とする実務をいい、具体的には、以下の実務をいうものであること（昭和50年8月1日基発448号）。
1. 労働環境衛生に関する調査又は研究
2. 作業条件、設備等の衛生上の改善
3. 衛生教育、健康診断その他労働者の健康保持のために必要な措置等に関する実務

## 試験
第一種は8月下旬頃の2日間、第二種は8月下旬頃の1日間と2月中旬頃の1日間の2回である。
厚生労働大臣は、申請により指定する者（指定試験機関）に、試験の実施に関する事務を行わせることとされ（第20条）、現在、公益財団法人安全衛生技術試験協会が作業環境測定士の試験事務を実施している。

### 試験科目
施行規則第16条に定められている。
- 共通科目（第一種・第二種とも）

1. 労働衛生一般
2. 労働衛生関係法令
3. デザイン・サンプリング
4. 分析に関する概論

- 選択科目（第一種のみ）

1. 有機溶剤
2. 鉱物性粉じん
3. 特定化学物質等
4. 金属類
5. 放射性物質

### 試験科目の免除

#### 全科目免除
以下のいずれかの免許を受けたもの（施行規則第17条1号、11号）。つまりこれらの者は登録講習の受講のみで第一種・第二種作業環境測定士資格を得ることができる（施行規則第5条）。
- 医師
- 歯科医師
- 薬剤師

#### 共通科目の全部と選択科目の一部免除
以下に挙げる者は、登録講習の受講のみで第二種作業環境測定士資格及び一部の第一種作業環境測定士資格を得ることができる（施行規則第17条2号、4号、7号、8号）。
放射性物質のみ
- 診療放射線技師免許を受けた者[3]。
- 選任されている核燃料取扱主任者、試験研究用等原子炉主任技術者、発電用原子炉主任技術者または第一種放射線取扱主任者。
- 核燃料取扱主任者免状、原子炉主任技術者免状または第一種放射線取扱主任者免状を有する者で、放射性物質の濃度の測定の実務に3年以上従事した経験を有する者。

放射性物質以外
- 学校教育法による大学もしくは高等専門学校を卒業し、または高等学校もしくは中等教育学校を卒業し、環境計量士（濃度関係に限る）の登録を受けた者で、厚生労働大臣の登録を受けた団体が行う試験免除講習を修了した者。

#### 共通科目のみ免除
以下に挙げる者は、登録講習の受講のみで第二種作業環境測定士資格を得ることができる（施行規則第17条9号）。
- 臨床検査技師で、空気環境の測定の実務に3年以上従事した経験を有する者。
- 臨床検査技師で、大学において作業環境、統計及び関係法令に関する授業科目を修めて卒業した者。
- 厚生労働大臣の登録を受けた大学もしくは高等専門学校または職業能力開発短期大学校もしくは職業能力開発大学校において第二種作業環境測定士となるために必要な知識及び技能を付与する科目を修めて卒業し、または訓練を修了した者。

#### 一部免除
〇は免除科目、△は一部の者のみ免除である。◎は共通科目のすべての科目に合格した場合、無試験でその科目の登録講習を受講できる科目である。
| 科目の免除を受けることのできる者 | 衛生一般 | 関係法令 | デザイン | 分析概論 | 粉塵 | 放射線 | 特化物 | 金属類 | 有機溶剤 |
| --- | -------- | -------- | -------- | -------- | ---- | ------ | ------ | ------ | -------- |
| 環境計量士（濃度関係に限る）の登録を受けた者で、上記に掲げる者以外の者 |          |          | ○        | ○        | ◎    |        | ◎      | ◎      | ◎        |
| 技術士（化学部門、金属部門または応用理学部門に限る）の登録を受けた者 |          |          |          | ○        |      |        |        |        |          |
| 技術士（衛生工学部門に限る）の登録を受けた者で、空気環境の測定の実務に3年以上従事した経験を有する者                                                                                              |          |          |          | ○        | ◎    |        | ◎      | ◎      | ◎        |
| 臨床検査技師で、上記に掲げる者以外の者 | ○        |          |          | ○        |      |        |        |        |          |
| 衛生検査技師 | ○        |          |          |          |      |        |        |        |          |
| 専門課程の高度職業訓練（化学システム系環境化学科の訓練に限る）を修了し、かつ、技能照査に合格した者                                                                                               |          |          |          | ○        |      |        | ◎      | ◎      | ◎        |
| 化学分析科の職種に係る職業訓練指導員免許を受けた者 | ○        |          |          | ○        |      |        |        |        |          |
| 職業訓練の検定職種のうち、化学分析に係る一級または二級の技能検定に合格した者 |          |          |          | ○        |      |        |        |        |          |
| 公害防止管理者試験（騒音・振動を除く）または公害防止主任管理者試験に合格した者 |          |          |          | ○        |      |        |        |        |          |
| 第一種衛生管理者免許または衛生工学衛生管理者免許を受けた者で、それぞれ5年以上または3年以上労働衛生の実務に従事した経験を有し、かつ、厚生労働大臣の登録を受けた団体が行う試験免除講習を修了した者 | ○        | ○        |          |          |      |        |        |        |          |
| 労働衛生コンサルタント | ○        | ○        |          |          |      |        |        |        |          |
| 労働衛生専門官または労働基準監督官として3年以上その職務に従事した経験を有する者 | ○        | ○        |          |          |      |        |        |        |          |
| 作業環境測定士試験に合格した者または作業環境測定士として登録を受けた者 （第二種作業環境測定士試験合格者が第一種試験を受ける場合など）                                                            | ○        | ○        | ○        | ○        |      |        |        |        |          |
| 科目合格者 | △        | △        | △        | △        |      |        |        |        |          |

## 登録講習
筆記試験に合格した者が、作業環境測定士として登録するための必須講習である（第15条の2）。第二種を受講しなければ、第一種を受講することができない。
第二種と第一種を連続して受講できるが、第二種が合格していない場合、第一種の登録ができない。
講習では終わりに記述式試験と実技試験が行われ何れも7割以上正解しないと修了とならない。
第二種
3日間の講習で労働衛生一般、デザインサンプリングを座学で行い、簡易測定法を含むサンプリング方法を実習にて学ぶ
1. 簡易測定法（検知管を用いての濃度測定）
2. デジタル粉じん計の使い方

なお、第二種作業環境測定士登録講習を修了すると、衛生工学衛生管理者講習の受講資格要件を満たすことができる。
第一種
- 鉱物性粉じん・放射線物質・特定化学物質（金属類を除く）・金属類・有機溶剤の各項目毎に２日間の講習が行われる
- 実習により各分野の分析方法学ぶ
- 粉じん

1. 労働衛生の知識（座学）
2. 石綿分析
3. 遊離珪酸の分析

- リン酸法
- X線回折法

## 登録
作業環境測定士となる資格を有する者（試験に合格し、講習を修了した者）が作業環境測定士となるには、厚生労働省に備える作業環境測定士名簿に、次の事項について登録を受けなければならない（第7条、第8条、施行規則第6条）。
1. 登録年月日及び登録番号
2. 氏名及び生年月日
3. 作業環境測定士の種別
4. 第一種作業環境測定士講習を修了した者にあっては、指定作業場の種類に応じた作業場の種類
5. 施行規則第5条1項2号又は3号に掲げる者（大学又は高等専門学校において空気環境その他の環境の測定に関する科目を担当する教授又は准教授、研究機関において空気環境その他の環境の測定に関する研究の業務に従事した経験を有するもの等）で、同条3項の規定によりその種別が第一種作業環境測定士であると厚生労働大臣が認定したものにあっては、その者が作業環境測定を行うことができる作業場の種類

登録を受けようとする者は、所定の事項を記載した申請書を厚生労働大臣に提出しなければならない。厚生労働大臣は、登録を行ったときは、申請者に、所定の事項を記載した作業環境測定士登録証を交付する。作業環境測定士は、作業環境測定士登録証を他人に譲渡し、又は貸与してはならない（第9条~第11条）。
作業環境測定士でない者は、その名称中に作業環境測定士という文字を用いてはならず、第二種作業環境測定士は、第一種作業環境測定士という名称を用いてはならない（第18条）。
厚生労働大臣は、申請により指定する者（指定登録機関）に、登録の実施に関する事務を行わせることとされ（第32条の2）、現在、公益財団法人安全衛生技術試験協会が作業環境測定士の登録事務を実施している。

## 欠格条項
次の各号のいずれかに該当する者は、作業環境測定士となることができない（第6条）。
1. 心身の故障により作業環境測定士の業務を適正に行うことができない者として厚生労働省令で定めるもの
  - 「厚生労働省令で定めるもの」とは、精神の機能の障害により作業環境測定士の業務を適正に行うに当たって必要な認知、判断及び意思疎通を適切に行うことができない者とする（施行規則第5条の15）[注釈 2]。
2. 第12条2項の規定により登録を取り消され、その取消しの日から起算して2年を経過しない者
3. 作業環境測定法又は労働安全衛生法（これらに基づく命令を含む。）の規定に違反して、罰金以上の刑に処せられ、その執行を終わり、又は執行を受けることがなくなった日から起算して2年を経過しない者